# Fatumolin (Ort)
Fatumolin (Fatumulin) ist ein Ortsteil des osttimoresischen Dorfes Aidabaleten in der Aldeia Tutubaba (Suco Aidabaleten, Verwaltungsamt Atabae, Gemeinde Bobonaro). Er liegt in einer Meereshöhe von 9 m.
Fatumolin befindet sich im Süden von Aidabaleten. Nördlich liegt das Ortszentrum von Aidabaleten und östlich der Ortsteil Fatulagung. Im Süden fließt der Fluss Fatumolin und im Westen liegt die Sawusee. In Fatumolin befindet sich eine Grundschule.